# Knock Me Down
Knock Me Down är en låt av Red Hot Chili Peppers från deras album Mother's Milk som släpptes 1989. Det är den sjätte låten på albumet och den släpptes som singel. Låten är en antiheroinlåt efter dödsfallet av den tidigare gitarristen Hillel Slovak, och refererar till sångaren Anthony Kiedis pågående problem med drogberoende. Gitarristen John Frusciante och sångaren Anthony Kiedis delar på den ledande stämman i denna låt.

## Knock Me Down singel
CD singel (1989)
1. "Knock Me Down (Album)"
2. "Millionaires Against Hunger (Tidigare ej släppt)"
3. "Fire (Album)"

CD version 2 (1989)
1. "Knock Me Down (Album)"
2. "Punk Rock Classic (Album)"
3. "Magic Johnson (Album)"
4. "Special Secret Song Inside (Album)"

7" singel (1989)
1. "Knock Me Down (Album)"
2. "Punk Rock Classic (Album)"
3. "Pretty Little Ditty (Album)"

7" version 2 (1989)
1. "Knock Me Down (Edit)"
2. "Punk Rock Classic (Album)"
3. "Pretty Little Ditty (Album)"

7" version 3 (1989)
1. "Knock Me Down (Album)"
2. "Show Me Your Soul (Tidigare ej släppt)"

7" version 4 (1989)
1. "Knock Me Down (Album)"
2. "Punk Rock Classic (Album)"
3. "Magic Johnson (Album)"
4. "Special Secret Song Inside (Album)"

12" singel (1989)
1. "Knock Me Down (Album)"
2. "Millionaires Against Hunger (Tidigare ej släppt)"
3. "Fire (Album)"
4. "Punk Rock Classic (Album)"

Artikeln är, helt eller delvis, en översättning av motsvarande arikel på en:wikipedia.